# Hostěnice (Brozany nad Ohří)
Hostěnice jsou vesnice, část městyse Brozany nad Ohří v okrese Litoměřice. Nachází se asi 2,5 km na jih od Brozan nad Ohří. V roce 2009 zde bylo evidováno 204 adres. V roce 2011 zde trvale žilo 54 obyvatel. Hostěnice leží v katastrálním území Hostěnice u Brozan o rozloze 3,48 km².

## Historie
K fundaci kláštera v Doksanech v roce 1144 byla připojena osada Mury nad Ohří s kostelem svatého Klimenta.
Nedaleko Mur se nacházela vesnice Hostěnice, do níž bylo území obce Mury včleněno. O Hostěnicích pochází první písemná zmínka z roku 1207, kdy jakýsi šlechtic Bohuslav daroval okolní pozemky oseckému klášteru. V roce 1226 vlastnictví vesnice potvrdil doksanskému klášteru král Přemysl Otakar I. Podle Augusta Sedláčka zde stávala tvrz, kterou kláštery pronajímaly zemanům. V roce 1402 zde sídlil Oldřich z Homberka a v letech 1412–1434 Oldřich z Valdeka. Od druhé poloviny patnáctého století bývaly Hostěnice součástí hazmburské části brozanského panství. Tvrz se poprvé připomíná roku 1549 nebo až v roce 1598, kdy se jejím majitelem stal Jan Zbyněk Zajíc z Hazmburka, který ji nechal přestavět v renesančním slohu. Zadlužené panství bylo roku 1613 prodáno v nucené dražbě Janovi z Klenového. Další majitelkou byla Polyxena z Minkvic, manželka Jana Zbyňka Zajíce. Po její smrti v roce 1616 sice vesnice připadla jejím nezletilým synům, ale již o rok později panství koupila Polyxena z Pernštejna provdaná za Zdeňka Vojtěcha Popela z Lobkovic. Hostěnická tvrz potom přestala být panským sídlem a postupně beze zbytku zanikla.

## Obyvatelstvo
|                                                                           | 1869 | 1880 | 1890 | 1900 | 1910 | 1921 | 1930 | 1950 | 1961 | 1970 | 1980 | 1991 | 2001 | 2011 |
| ------------------------------------------------------------------------- | ---- | ---- | ---- | ---- | ---- | ---- | ---- | ---- | ---- | ---- | ---- | ---- | ---- | ---- |
| Obyvatelé                                                                 | 204  | 237  | 203  | 212  | 211  | 234  | 264  | 149  | 156  | 98   | 64   | 42   | 51   | 54   |
| Domy                                                                      | 31   | 34   | 36   | 41   | 44   | 45   | 52   | 51   | .    | 37   | 27   | 42   | 44   | 46   |
| Počet domů z roku 1961 je zahrnut v domech místní části Brozany nad Ohří. |      |      |      |      |      |      |      |      |      |      |      |      |      |      |

## Pamětihodnosti
- Bývalý kostel svatého Klimenta